# Wolfgang Vogel (Politiker)
Wolfgang Vogel (* 22. Juni 1950 in Nürnberg; † 12. Dezember 2017) war ein bayerischer Politiker (SPD) und Mitglied des Bayerischen Landtags.

## Leben
Nach dem Abitur am Ohm-Gymnasium Erlangen im Jahr 1969 studierte Vogel Wirtschaftswissenschaften und Geographie auf Lehramt an der Friedrich-Alexander-Universität Erlangen-Nürnberg (FAU). Ab 1974 arbeitete er als wissenschaftliche Hilfskraft am selben Institut. Von 1975 bis 1977 legte Vogel seine Seminarausbildung in Regensburg bzw. Hof ab. 1977 begann Vogel mit seiner Tätigkeit als Gymnasiallehrer am Dietrich-Bonhoeffer-Gymnasium Oberasbach, wo er im Jahr 1998 mit seiner Wahl in den Landtag ausschied.
Wolfgang Vogel war geschieden.

## Politik
Vogel war seit 1969 Mitglied der SPD. Von 1997 bis 2003 war Vogel Kreisvorsitzender der SPD Erlangen. 1996 bis 2016 gehörte er dem Erlanger Stadtrat an.
1998 wurde Wolfgang Vogel kurzfristig als Kandidat im Stimmkreis Erlangen-Stadt nachnominiert, nachdem der amtierende SPD-Landtagsabgeordnete und dort als Direktkandidat aufgestellte Karl-Heinz Hiersemann verstorben war. Wolfgang Vogel zog über die Wahlkreisliste Mittelfranken in den Landtag ein und wurde 2003 über diese wiedergewählt.
Im Landtag war er stellvertretender Ausschussvorsitzender im Ausschuss für Hochschule, Forschung und Kultur. Er war außerdem Sprecher der SPD-Landtagsfraktion für Hochschulpolitik. Bei der Landtagswahl 2008 wurde er nicht wieder gewählt.
2002 kandidierte Wolfgang Vogel für das Amt des Oberbürgermeisters in Erlangen, verlor aber bereits im ersten Wahlgang gegen Siegfried Balleis (CSU).
Vogel war Mitglied der Kabarettgruppe „Hohn und Spott“ der SPD-Landtagsfraktion.

### Politische Positionen
Innerhalb der SPD-Landtagsfraktion wurde Vogel zu den Parteilinken gezählt; auch er selbst bezeichnete sich als Linker. Vogel war maßgeblich daran beteiligt, dass sich die SPD-Landtagsfraktion gegen Studiengebühren aussprach. In der Debatte um ein neues bayerisches Hochschulgesetz (beschlossen 2006) trat Vogel unter anderem für eine stärkere Beteiligung der Studierenden und des akademischen Mittelbaus in den Gremien der Hochschulen ein. Dies wurde im Gesetzentwurf der SPD-Landtagsfraktion verankert, der allerdings abgelehnt wurde.